# Парктон (Северна Каролина)
Парктон (енгл. Parkton) град је у америчкој савезној држави Северна Каролина.

## Демографија
По попису из 2010. године број становника је 436, што је 8 (1,9%) становника више него 2000. године.
| Група             | 2000.       | 2010.       |
| Белци             | 319 (74,5%) | 312 (71,6%) |
| Афроамериканци    | 63 (14,7%)  | 66 (15,1%)  |
| Азијати           | 7 (1,6%)    | 3 (0,7%)    |
| Хиспаноамериканци | 23 (5,4%)   | 31 (7,1%)   |
| Укупно            | 428         | 436         |